# Adão de Brito

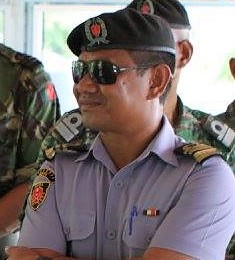
Adão de Brito (2016)

Adão de Brito (Kampfname Jacky) ist ein osttimoresischer Offizier der Verteidigungskräfte Osttimors (F-FDTL).
Am 28. November 2011 war Brito als Kapitänleutnant Kommandant der Parade zum 36. Jubiläum des Proklamationstages.
Am 6. Oktober 2016 wurde er im Range eines Fregattenkapitäns zum Kommandant der Marineeinheit der F-FDTL ernannt. Den Posten hatte er bis zum 12. Juli 2019 inne, als Präsident Francisco Guterres ihn und weitere ranghohe Offiziere von ihren Kommandoposten enthob.